# Warkai csata
A warkai csata 1656. április 7-én a svéd–badeni hadak és a tatároktól is segített lengyel seregek között történt nyílt ütközet a mazóviai Warkanál. A csatában Stefan Czarniecki legyőzte a badeni őrgrófot VI. Frigyest.

## Előzmények
A Jasna Góra-i pálos kolostornál aratott döntő győzelem után az 1655-ben kirobbant svéd–lengyel háború helyzete megváltozott, s talpra állt a korábban legyőzöttnek hitt ország. X. Károly Gusztáv svéd király, aki bár az első ütközetben legyőzte Czarnieckit, Zamośćot vette ostrom alá a gołąbi győzelme után. A várat Jan Zamoyski annak idején jól megerősítette és ellenállt a svédeknek, akik némi ágyútűz után elvonultak, mert nem voltak a nehézágyúik, amelyekkel bevehették volna.
Czarniecki látványos jarosławi diadalát követően a svédek harci kedve lelohadt, éheztek és betegségben szenvedtek. Czarniecki egyesült a Jan Pawel Sapieha vezette litván sereggel és Jerzy Lubomirskival, de még mindig kevés gyalogcsapata volt.
Károly Gusztáv megerősítette magát a Visztula és a San összefolyásánál levő folyóékben, s Sandomierzből élelmiszer-utánpótlást kapott. Czarniecki erre a parasztok segítségével megrohanta Sandomierzt és kiűzte onnan a svédeket. Károly élelmiszer-tartalékai rövid időre voltak elegendők, így megint élelmezési gondokkal küszködött, de reménykedett, mert Malbork megadta magát Otto von Steinbocknak és Bogusław litván hercegnek, s már segítség indult délre a királyhoz. VI. Frigyes badeni őrgróf vezetésével egy frissen toborzott, jelentős svéd sereg is közeledett, amelyet Frigyes badeni egységei is támogattak.
Czarniecki ekkor Sapiehát a folyóknál hagyva útnak indult Mazóviába, a badeni őrgróf ellen, oldalán Lubomirskival.

## A lengyel és a svéd erők
A badeni őrgróf mintegy 6-7000 svéd és német katonákból álló seregében, francia zsoldos gyalogosok, illetve dragonyosok is voltak. Több ágyújuk is volt, mint a lengyeleknek. A lengyelek háromezer fős serege nagyrészt lovasságból állt, közöttük egy kis létszámú tatár segédcsapat. Útközben Kozienice alatt egy nyolc zászlóaljból álló svéd lovasságot semmisítettek meg április 6-án.

## A csata
A következő nap nyílt mezőn találták szembe magukat Frigyessel. A svédek és németek eleinte azt hitték, hogy szabadcsapatokkal van dolguk, ezért nem mozdultak, hanem mikor a teljes sereg megjelent, hadrendbe álltak fel a Pilica folyónál, mely elválasztotta a csatateret és csak egyetlen, keskeny híd szelte át, amit könnyen megvédhettek a svédek.
A lengyelek egy kisebb lovas csapatot küldtek a svéd hídfő ellen, amin azonban a támadás fönnakadt. Lubomirski megtámogatta a harcolókat, de ekkor már lövették a svéd ágyúk a szembeni partot is. A hidat egyre erősebben támadták, s a svéd–badeni sereg teljesen arra a pontra tömörült, majd visszatértek az ágyúzáshoz. Erre Czarniecki serege élén átkelt a folyón a másik partra és a hídnál lekötött ellenséget sikerült meglepetésszerűen oldalba kapni. Frigyes megpróbálta megváltoztatni arcvonalát, de általános lett a zűrzavar és a hídfőt is áttörték a lengyelek.
A svéd–badeni csapatok rendetlen visszavonulásba kezdtek és akkor szenvedték el a legnagyobb veszteséget. Az erdőségekben sokat a lengyel parasztok megöltek. Elfogták a francia gyalogságot és a muskétás egységeket is lekaszabolták Mniszewnél. A közkatonák mellett mintegy 40 tiszt is meghalt.
A lengyel veszteség sem csekély. Állományuk több mint felét elvesztették, de legalább elhárították az akadályát annak, hogy a királyi–tatár sereg Lwówból Krakkó és Varsó visszafoglalására indulhasson.

## Út Varsó felé
Közben Károly Gusztáv áttörte Sapieha vonalát, de ő is inkább Varsó felé igyekezett. Czarniecki győzelmével megnyílt az út Varsónak, amit vissza is foglaltak a nyáron.